# Circleville, Kansas
Circleville är en ort i Jackson County i Kansas. Vid 2010 års folkräkning hade Circleville 170 invånare.